# Sieć telewizyjna
Sieć telewizyjna (ang. television network) – grupa stacji telewizyjnych, działających na różnych obszarach geograficznych (zwanych często rynkami), nadających przez znaczną część czasu emisji ten sam program, dostarczany przez wspólnego dostawcę treści, a jednocześnie uzupełniających go innymi pozycjami programowymi, produkowanymi samodzielnie lub pozyskiwanymi poza siecią. Choć formalnie każda ze stacji produkuje i emituje odrębny kanał telewizyjny, ze względu na prowadzone działania marketingowe, branding itp. często są one postrzegane przez widzów jako lokalne wersje jednego, ogólnokrajowego kanału. Sieci mogą liczyć od kilku do kilkuset członkowskich stacji, mających jednego lub (częściej) wielu różnych właścicieli. 
Historycznie sieci telewizyjne były dominującą formą nadawania telewizji w Stanach Zjednoczonych, Kanadzie i Australii, a także w innych państwach, w szczególności tych o dużej powierzchni lub rozproszeniu ludności. Choć wraz ze zmianami technologicznymi i związanym z nimi nastaniem powszechnego dostępu do telewizji satelitarnej i kablowej, a później również telewizji cyfrowej i streamingu, ich dominująca pozycja w branży telewizyjnej uległa pewnemu osłabieniu, wciąż stanowią w tych państwach bardzo pokaźną część rynku telewizyjnego. W wielu przypadkach wywodzą się bezpośrednio z istniejących wcześniej sieci radiowych, działających według podobnego modelu.

## Model ekonomiczny
Model działania sieci telewizyjnej pozwala dostosowywać treści do lokalnych gustów i potrzeb na poszczególnych rynkach (np. poprzez lokalne programy informacyjne). Zarazem jednak sieć jako całość jest na tyle silnym podmiotem, iż może produkować lub kupować od dostawców zewnętrznych drogie w produkcji, a jednocześnie atrakcyjne dla widzów treści, jak filmy, seriale czy transmisje sportowe. Taki model pozwala również pozyskiwać zarówno reklamodawców o wysokich budżetach, zainteresowanych reklamą w całej sieci, jak i lokalne firmy chcące reklamować się tylko na antenie jednej czy kilku stacji.
Sieci mają zwykle jeden podmiot dominujący, który odpowiada za dostarczanie treści, nierzadko jest też właścicielem stacji na najbardziej atrakcyjnych rynkach, zaś na pozostałych rynkach podpisuje umowy o przynależności do sieci z tzw. stacjami afiliowanymi. Podmiot ten bardzo często stanowi część jeszcze większego koncernu medialnego, zajmującego się również produkcją filmów czy seriali. Umowy o przynależności do sieci regulują dokładnie, w jakim stopniu lokalne stacje są zobowiązane do reemisji centralnie ustalonej ramówki sieci, a na ile mogą kształtować swój program samodzielnie, dodając produkcje własne lub zakupione na otwartym rynku (w ramach tzw. syndykacji telewizyjnej, czyli modelu dystrybucji, w którym dystrybutor sprzedaje prawa do emisji osobno na każdy lokalny rynek).